# Стадион
Стадионът е място, където се играят спортове на открито, провеждат се концерти и други мероприятия. Той се състои от поле или сцена, които са частично или напълно заобиколени от постройка, направена, за да могат зрителите да гледат пряко събитието.